# めめめとヨメミのバズってないじゃん!?
『めめめとヨメミのバズってないじゃん!?』は、2020年4月5日から文化放送の超!A&G+で毎週日曜昼13時00分から13時30分まで配信しているラジオ番組である。ラジオパーソナリティはもこ田めめめとバーチャルカノジョのヨメミで、共にさまざまな企画に挑戦するトークバラエティ番組である。番組目的は『2人で力を合わせて「バズ」らせること』である。
本配信は『めめめとヨメミのバズってないじゃん!?』として、YouTubeの文化放送V&Rチャンネルで公開されている。
番組公式推奨ハッシュタグは「#バズってないじゃん!?」 で、番組オリジナル挨拶は「はろおっす〜！」である。
ラジオネームは「バズってネーム」である。
Twitterにて「#バズってないじゃん」が2020年4月5日にトレンドで2位になった。

## 番組概要

### 放送時間
| 放送期間            | 放送時間          | 備考  |
| ------------------- | ----------------- | ----- |
| 2020年4月5日 - 現在 | 日曜13:00 - 13:30 | [ 5 ] |

### YouTube上での配信期間
- 超A&G+で該当番組配信後の6日後にYouTube上で配信される。

### パーソナリティ
- もこ田めめめ
- ヨメミ

### コーナー（トークテーマ）
お便りコーナー
リスナーからのお便りを読み上げるコーナー。

#### 作戦会議
バズらせるためにどんなことをすればいいのかを2人で話し合うコーナー

#### 140文字感想文
配信内で感じたことや思ったことを140文字以内の文章にするコーナー。配信後、Twitterの番組公式チャンネルにて当文章が発信（つぶやき）される。

## ゲスト
出典：（ただし第33回まで）
- 第20回（2020年8月16日） 萌実、エトラ（もこ田めめめは夏季休暇のため不在）
- 第25 - 27回（2020年9月20日 - 同年10月4日） 萌実（ヨメミは萌実と交代しているため不在）
- 第28 - 29回（2020年10月11日 - 同年10月18日） カルロ・ピノ（もこ田めめめはカルロ・ピノと交代しているため不在）